# Nguyễn Phan Long

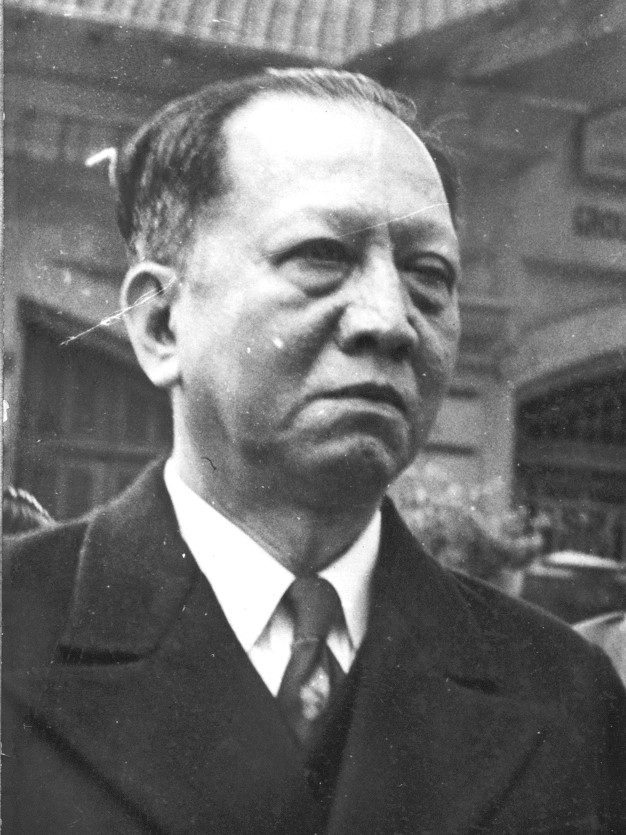
Nguyễn Phan Long

Nguyễn Phan Long (* 1889; † 16. Juli 1960 in Saigon, Republik Vietnam) war ein reformistischer vietnamesischer Politiker in Französisch-Indochina. Er fungierte als Zeitungsherausgeber und zusammen mit Bùi Quang Chiêu als prominente Führungsfigur der Indochinesischen Konstitutionalistischen Partei. Nach dem Zweiten Weltkrieg fungierte er als Premierminister des pro-französischen Klientelstaats Vietnam, wurde jedoch wegen des Versuchs, selbstständig Politik zu betreiben, von den Kolonialbehörden abgesetzt.

## Herkunft und Werdegang
Nguyen Phan Long wurde in eine in Saigon ansässige Familie reicher Landbesitzer geboren. Er absolvierte seine Sekundarschulausbildung am Lycée Albert Sarraut in Hanoi und nahm im Anschluss eine Tätigkeit als Oberschullehrer in Saigon an. 1889 kehrte er in die Heimatregion seiner Familie in Südvietnam zurück. Dort nahm er zuerst eine Stelle in der Kolonialverwaltung ein, bis er sich schließlich für eine Karriere als Journalist entschied.

## Journalistisches Wirken
Ab 1917 arbeitete er als Journalist bei der unter der Ägide von Bui Quang Chieu gegründeten Zeitung La Tribune Indigène mit. 1920 gründete er mit dem L’Écho Annamite seine eigene Zeitung. Er schrieb sowohl über Spiritualismus als auch die Lehre der Cao-Dai-Bewegung.

## Politische Tätigkeit
Nguyen Phan Long trat der von Bui Quang Chieu gegründeten konstitutionalistischen Partei bei. Für diese übernahm er zeitweise einen Sitz im Kolonialrat Cochinchinas. 1919 fungierte er zusammen mit Bui Qúang Chieu als Führungsfiguren einer Boykottbewegung gegen die chinesische Händlerklasse in Südvietnam. 1925 erlangte er mit einer Petitionsliste an Generalgouverneur Alexandre Varenne für mehr Rechte für die kolonisierte Bevölkerung große Bekanntheit. In den dreißiger Jahren entfernte er sich von seinem Freund und Mentor Bui Quang Chieu ob der Frage, wie viel Kooperation mit dem Kolonialstaat statthaft sei.
Bei der Gründung des Klientelstaats Vietnam unter Führung des Kaisers Bảo Đại wurde er 1949 zum Außenminister ernannt. Im Januar 1950 wurde er zum Premierminister ernannt. Aufgrund seines Versuchs, ohne Rücksprache mit den französischen Stellen an US-Wirtschaftshilfen zu kommen, wurde er auf Druck der französischen Kolonialbehörden entlassen. Sein Nachfolger als Premierminister wurde Trần Văn Hữu.
Nach dem Ende seiner politischen Karriere lebte Nguyen Phan Long in bescheidenen Verhältnissen und ging sowohl Lehrtätigkeiten als auch journalistischer Arbeit nach. Er starb 1960 in seiner Heimatstadt.